# Stefano Tuscano
Stefano Benocci Tuscano (Pienza, 1893 – Milano, settembre 1966) è stato un poeta italiano.

## Biografia
Stefano Tuscano è lo pseudonimo scelto da Stefano Benocci fin dall'inizio della sua attività di scrittore, giornalista ed eclettico animatore di circoli culturali.
Nato a Pienza e formatosi a Siena, partecipò poco più che ventenne alla prima guerra mondiale, al termine della quale si trasferì a Milano in cerca di occupazione stabile per ovviare alle difficoltà finanziarie che affliggevano la famiglia. Le frammentarie e sfortunate esperienze milanesi spinsero l'autore, che aveva cercato invano la fortuna letteraria con il primo romanzo Vittime (1921), a tentare il gesto estremo del suicidio. Tornato all'attività impiegatizia che, pur detestata, gli consentiva tuttavia di potersi mantenere finanziariamente e proseguire negli amati studi letterari, egli cercò ostinatamente d'imporsi all'attenzione del mondo dell'editoria con una produzione copiosa e assai varia.
Nel 1939, pur non essendo "dottore in lettere", ottenne l'abilitazione all'insegnamento e per circa 25 anni, seppur in modo non continuativo, insegnò latino e materie letterarie presso diversi Licei e Istituti.
Dopo un iniziale appoggio da parte delle gerarchie fasciste, che intesero utilizzare per fini celebrativi la sua attività di studioso della classicità nazionale, il Tuscano venne in seguito internato nel campo di concentramento per dissidenti politici a Istonio Marina, presso Vasto, a causa della sua sostanziale divergenza dall'ideologia fascista e poi esiliato ad Adliswil; trovò infine rifugio a Lugano nel dicembre 1943 per fare definitivamente ritorno in patria nel 1945. Stimato lettore delle proprie liriche di stampo dannunziano, ottenne tuttavia maggiore riconoscimento quale relatore di orazioni su temi letterari, storici, scientifici nonché di politica internazionale. La sua attività di studioso della classicità e instancabile limatore di versi sembrò trovare finalmente un adeguato contesto allorché il Tuscano fu tra i primi ospiti della Fondazione Garzanti di Forlì, aperta nel 1957 con lo scopo di fornire una sede stabile per lo studio e la produzione a quei letterati che si erano distinti per impegno e zelo; in quegli anni si dedicò prevalentemente alla trattazione di questioni scientifiche e teologiche, essendo da sempre profondamente interessato ai progressi della scienza e al rapporto tra scienza e religione ("Il mio Dio è nell'atomo" ripeteva nelle lettere alla sorella suora) e sottopose ad accurata revisione diverse opere giovanili nella speranza di vederle ristampate.
Afflitto negli ultimi anni da problemi di salute che ne determinarono il ricovero all'Ospedale di Garbagnate (Milano), non cessò di mettere ordine nelle sue carte, lasciando ai posteri numerosissime chiose personali a manoscritti, stampe e lettere del suo passato di poeta letterato. Morì a Milano nel settembre 1966.

## Opere
Insegnante di materie letterarie per 22 anni, Stefano Tuscano amava definirsi innanzitutto "poeta" e in effetti la prima parte della sua attività è dedicata per lo più alla produzione lirica, contraddistinta da un paziente lavoro di lima e dall'uso della più schietta lingua italiana e del bello stile: spiccano le liriche giovanili di Spingo la vela (1917), il Canto de la bona guardia in morte di G. D'Annunzio (1938), I Pontieri del Piave (1939), il Raduno a Trieste: canto nucleare della Patria Nuova (1953), l'ode celebrativa Zindabad K2 (1954) e il poema Il Vallone delle Rose (1958), tradotto anche in francese.
Fermo oppositore del futurismo e soprattutto del fondatore del movimento, l'autore avviò sulle pagine del Perseo un'aspra polemica contro F.T. Marinetti; numerosi furono i consensi riscossi presso il pubblico di artisti, letterati e critici del tempo e il Tuscano ebbe modo di incontrare il suo antagonista durante il contraddittorio che si svolse presso il Circolo Filologico di Milano nel 1938: in quell'occasione il Marinetti non riuscì a presentare una difesa del movimento futurista sufficientemente convincente per il pubblico, che applaudì calorosamente l'intervento del Tuscano.
Sul fronte del romanzo, due furono le opere che segnarono una buona affermazione dell'autore: Vittime, recensito nel gennaio del 1921 su Le pubblicazioni dei giovani, e il più tardo romanzo lirico n Cilicio. Non ottennero invece seguito le opere teatrali scritte per la diffusione radiofonica: Pasque di sangue (1943), atto unico che affronta la storia dei Valdesi, e le commedie Crocerossina e Un bruscello in quel di Siena.
Notevole la produzione del Tuscano grecista, latinista e traduttore: la sua partecipazione a diverse edizioni del Certarnen Capitolinum è attestata dalle bozze di orazioni in latino lasciateci e così anche la traduzione per conto terzi di trattati medico-scientifici (l'epistola di W. Harvey a Hoffrnann sulla circolazione del sangue; brani dell'opera del Boscovich e dello Stay); preparò tavole di grammatica latina per le Edizioni Lampo, iniziò ma non portò a termine la traduzione degli Epigrammi di Marziale, vide invece pubblicata nel 1962 una edizione dei Dialoghi di Luciano, da lui medesimo tradotti.
Sul fronte degli studi filologici, cui l'autore si dedicò con passione da umanista, è senza dubbio degna di nota la scoperta di un curioso inedito lirico di Francesco Redi, che il Tuscano contribuì a far conoscere al pubblico di specialisti e non.
L'interesse per la scienza è carattere precipuo dell'autore, che raccolse per lungo tempo articoli di giornale su qualsiasi notizia potesse stimolare la sua curiosità: l'astronomia, la fisica, le scienze naturali, la sessuologia (con lo pseudonimo di Williarn Parson firmò alcuni articoli sull'argomento), la biologia (spicca l'intervento nel gennaio 1957 presso il Club Agorà di Milano sul tema "L'Umanismo scientifico nei rispetti della biologia") e le scoperte del mondo scientifico rappresentano per il Tuscano motivo di riflessione costante sul significato e l'evoluzione della vita umana.